# Collégiale de Zenarruza

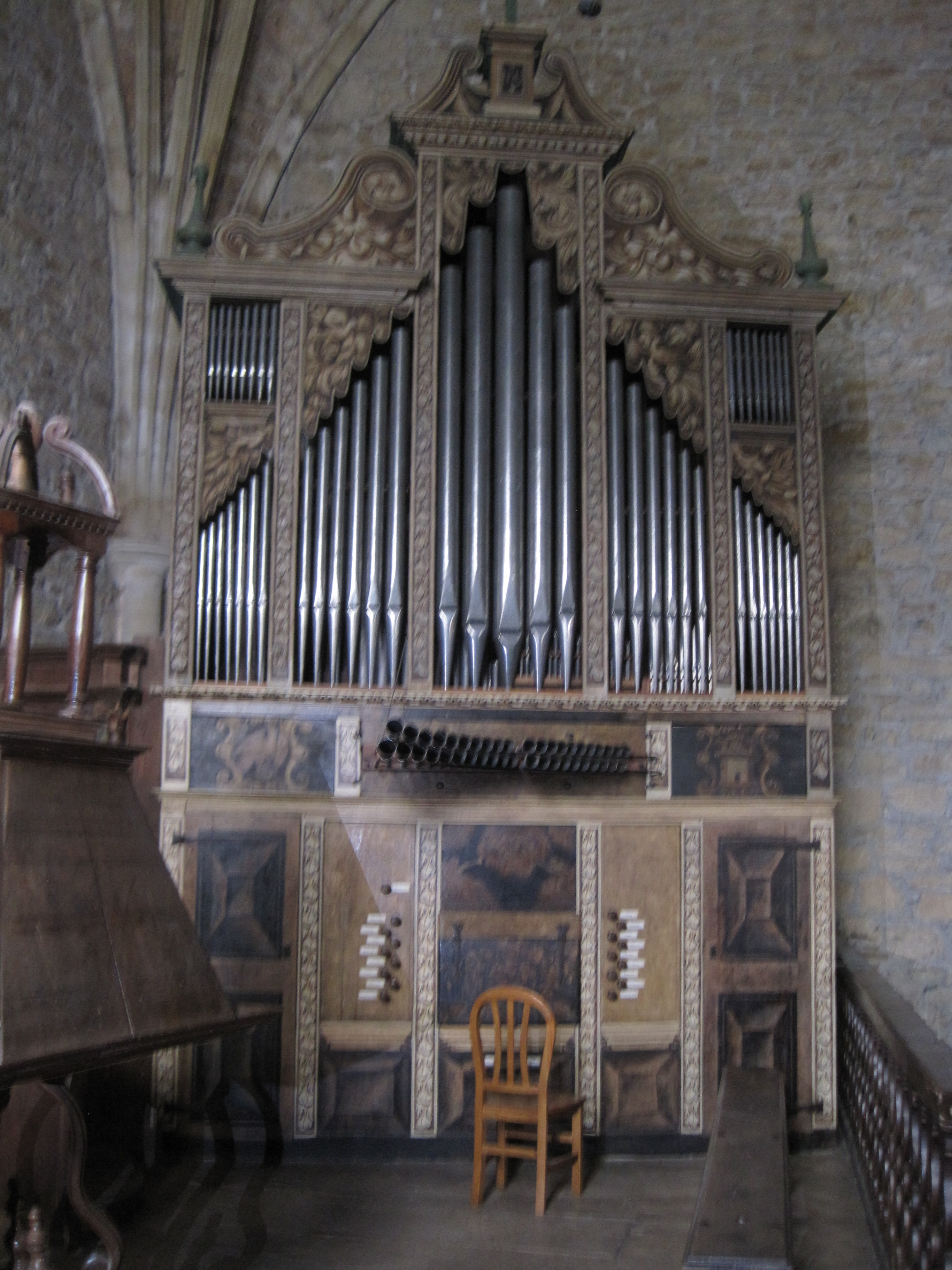
L'orgue du XVIIe siècle.

La collégiale de Zenarruza ou de Ziortza est un ensemble de bâtiments situés sur la commune de Ziortza-Bolibar (Cenarruza-Puebla de Bolíbar en espagnol), autrefois importante étape sur le Camino del Norte vers Saint-Jacques-de-Compostelle.

## Description
Il comprend une église construite entre le XIVe et le XVe siècles, un cloître remontant à la Renaissance, deux portails monumentaux, l'un à l'Est, portant les armes de la famille Múgica y Butrón, l'autre à l'Ouest, orné des mêmes armes et d'une aigle tenant un crâne dans ses serres ; il s'y trouve également des bâtiments de construction plus récente destinés à l'accueil des pèlerins. Il est aujourd'hui habité par une communauté monastique relevant du monastère de la Oliva, à Carcastillo.

## Protection
La collégiale fait l’objet d’un classement en Espagne au titre de bien d'intérêt culturel depuis le 13 août 1948.

## Galerie

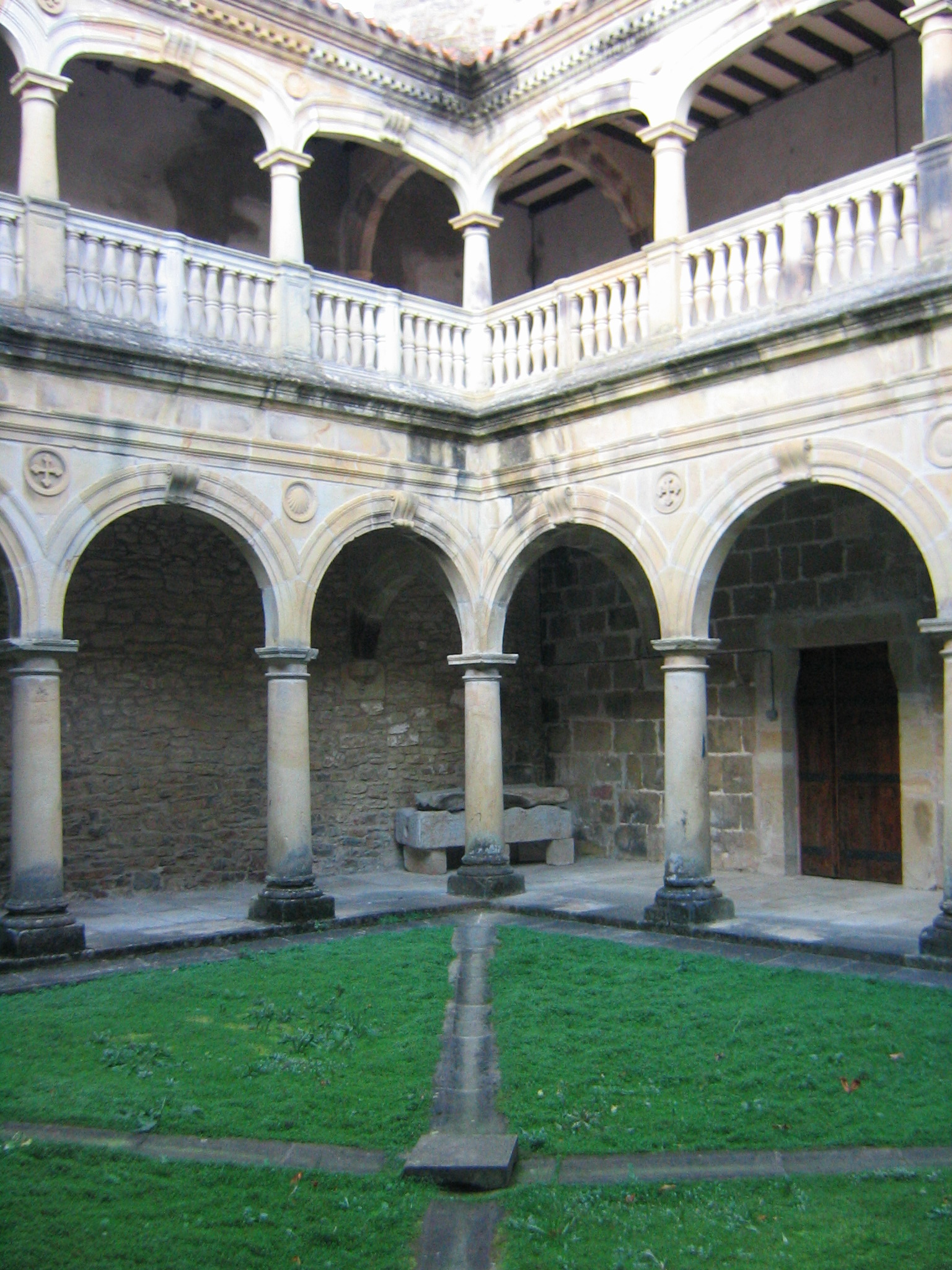
Le cloître de la collégiale de Zenarruza.
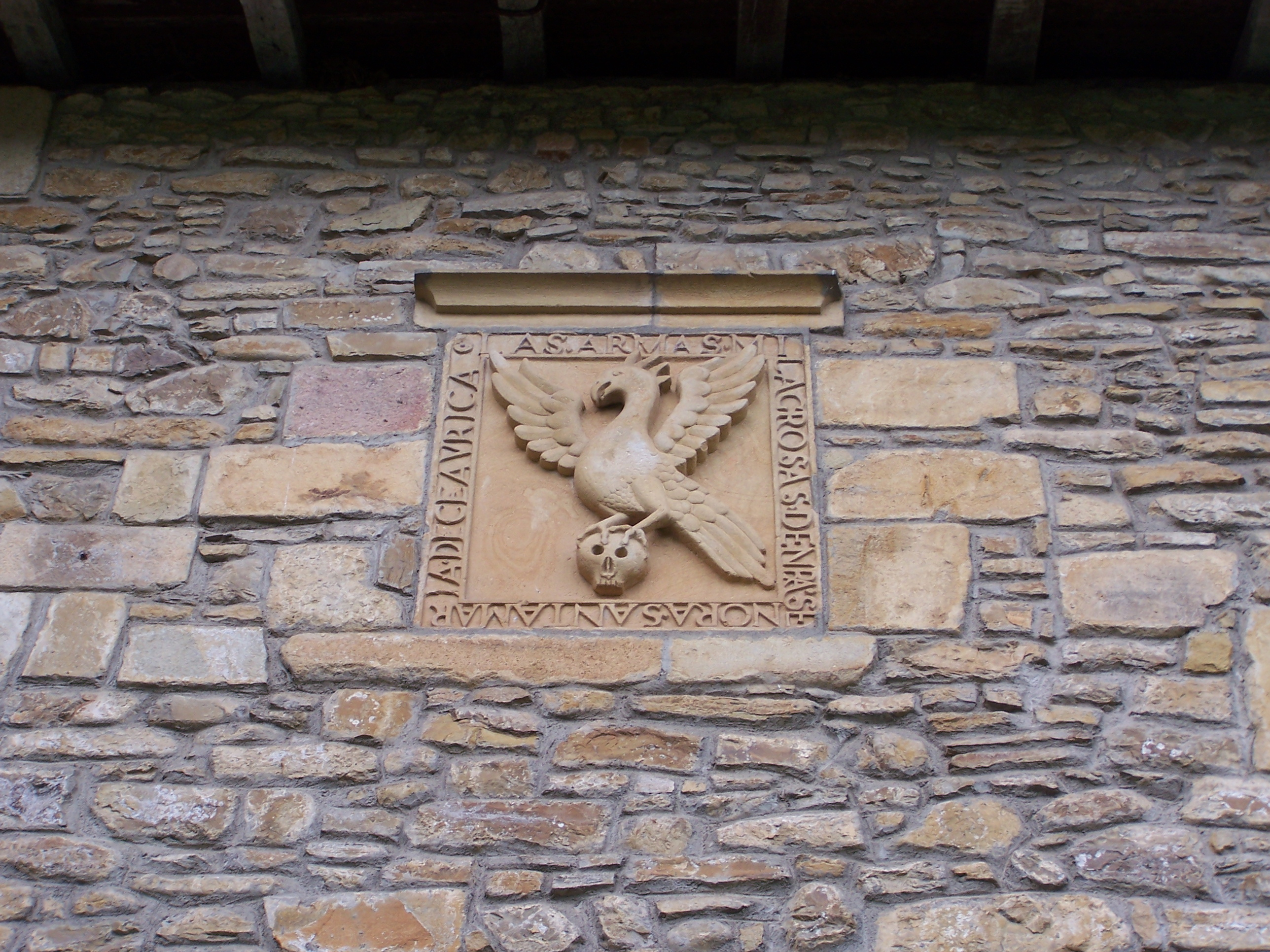
Écu de la porte Ouest
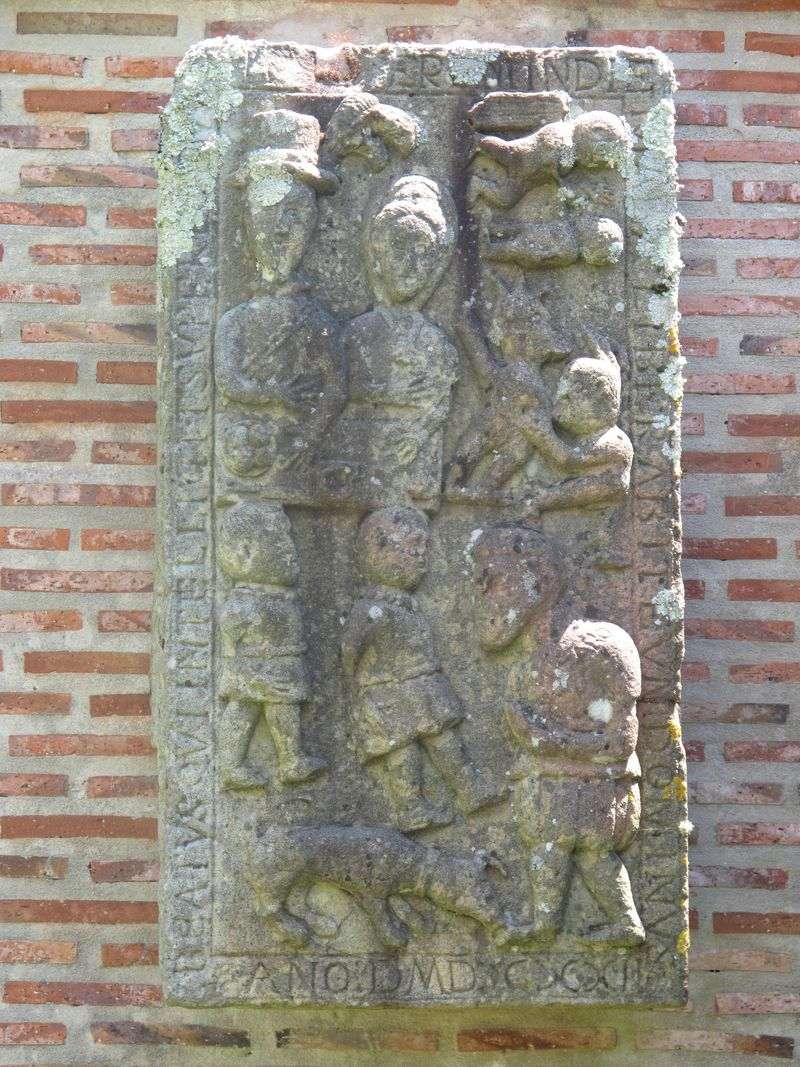
Parabole du riche epulón et le pauvre Lázaro.